# PDM-Concorde
La PDM-Ultima-Concorde era una squadra maschile olandese di ciclismo su strada, attiva tra i professionisti dal 1986 al 1992.

## Storia
Sorta nel 1986 e dismessa nel 1992, era sponsorizzata dalla Philips DuPont Magnetics, joint venture tra l'azienda elettronica Philips e quella chimica DuPont; il secondo sponsor era l'azienda di biciclette Concorde. General manager della squadra fu, dal 1986 al 1992, l'olandese Jan Gisbers.
Diversi importanti corridori degli anni 1980 e 1990 vestirono la divisa della PDM: tra essi, gli olandesi Steven Rooks (1986-1989), Gert-Jan Theunisse (1987-1989), Gerrie Knetemann (1987-1989), Adrie van der Poel (1987-1988) ed Erik Breukink (1990-1992), l'irlandese Sean Kelly (1989-1991) e lo spagnolo Pedro Delgado (1986-1987).
Tra i principali risultati conseguiti dalla squadra vi sono soprattutto classiche di un giorno: due Liegi-Bastogne-Liegi, due Clásica de San Sebastián, una Parigi-Tours, un Giro di Lombardia, un Amstel Gold Race, un Campionato di Zurigo.
Nel 1991 la squadra dovette ritirarsi in blocco al termine della nona tappa del Tour de France: i ciclisti avevano influenza, febbre e dolori diffusi. Secondo le dichiarazioni dello staff del team la causa risultò essere un'intossicazione alimentare, ma taluni – anche constatando come coinvolti fossero solamente i ciclisti – sostennero si trattasse di problemi legati ad una pratica di doping di squadra, più precisamente all'iniezione di intralipidi mal conservati.

## Cronistoria

### Annuario
| Anno | Codice | Nome                | Cat. | Biciclette | Dirigenza |
| ---- | ------ | ------------------- | ---- | ---------- | --- |
| 1986 | -      | PDM-Ultima-Concorde | Pro  | Concorde   | Dir. sportivi: Jan Gisbers, Roy Schuiten                                                                                                 |
| 1987 | -      | PDM-Ultima-Concorde | Pro  | Concorde   | Dir. sportivi: Jan Gisbers, Peter van den Kruijs                                                                                         |
| 1988 | -      | PDM-Ultima-Concorde | Pro  | Concorde   | Dir. sportivi: Jan Gisbers, Peter van den Kruijs                                                                                         |
| 1989 | -      | PDM-Ultima-Concorde | Pro  | Concorde   | Dir. sportivi: Jan Gisbers, Peter van den Kruijs                                                                                         |
| 1990 | -      | PDM-Concorde-Ultima | Pro  | Concorde   | Dir. sportivi: Jan Gisbers, Jonathan Boyer, Peter van den Kruijs, Gerrie Knetemann                                                       |
| 1991 | -      | PDM-Concorde-Ultima | Pro  | Concorde   | Dir. sportivi: Jan Gisbers, Manfred Krikke, Ferdi Van Den Haute, Peter van den Kruijs                                                    |
| 1992 | -      | PDM-Ultima-Concorde | Pro  | Concorde   | Dir. sportivi: Jan Gisbers, Peter Gisbers, Manfred Krikke (fino marzo), Ad Simonis (da marzo), Ferdi Van Den Haute, Peter van den Kruijs |

## Palmarès

### Grandi Giri
- Giro d'Italia

Partecipazioni: 1 (1988)
Vittorie di tappa: 0
Vittorie finali: 0
Altre classifiche: 0
- Tour de France

Partecipazioni: 7 (1986, 1987, 1988, 1989, 1990, 1991, 1992)
Vittorie di tappa: 13
1986: 1 (Pedro Delgado)
1987: 2 (Pedro Delgado, Adri van der Poel)
1988: 2 (Adrie van der Poel, Steven Rooks)
1989: 4 (Alcalá, Earley, Theunisse, Rooks)
1990: 3 (2 Erik Breukink, Alcalá)
1991: 1 (Jean-Paul Van Poppel)
Vittorie finali: 0
Altre classifiche: 1
1989: Squadre
- Vuelta a España

Partecipazioni: 5 (1986, 1987, 1990, 1991, 1992)
Vittorie di tappa: 13
1990: 4 (3 Uwe Raab, Atle Pedersen)
1991: 5 (4 Jean-Paul van Poppel, Uwe Raab)
1992: 4 (2 Jean-Paul van Poppel, Erik Breukink, Tom Cordes)
Vittorie finali: 0
Altre classifiche: 2
1990: (Punti: Uwe Raab)
1991: (Punti: Uwe Raab)

### Classiche monumento
- Liegi-Bastogne-Liegi: 2

1988 (Adrie van der Poel); 1989 (Sean Kelly)
- Giro di Lombardia: 1

1991 (Sean Kelly)

### Campionati nazionali
- Campionati tedeschi: 1

In linea: 1991 (Falk Boden)
- Campionati olandesi: 1

In linea: 1987 (Adrie van der Poel)
- Campionati svizzeri: 1

In linea: 1987 (Jörg Müller)